# Ophioglossum polyphyllum
Ophioglossum polyphyllum är en låsbräkenväxtart som beskrevs av A. Br. apud Seubert. Ophioglossum polyphyllum ingår i släktet ormtungor, och familjen låsbräkenväxter. Utöver nominatformen finns också underarten O. p. angustifolium.

## Bildgalleri

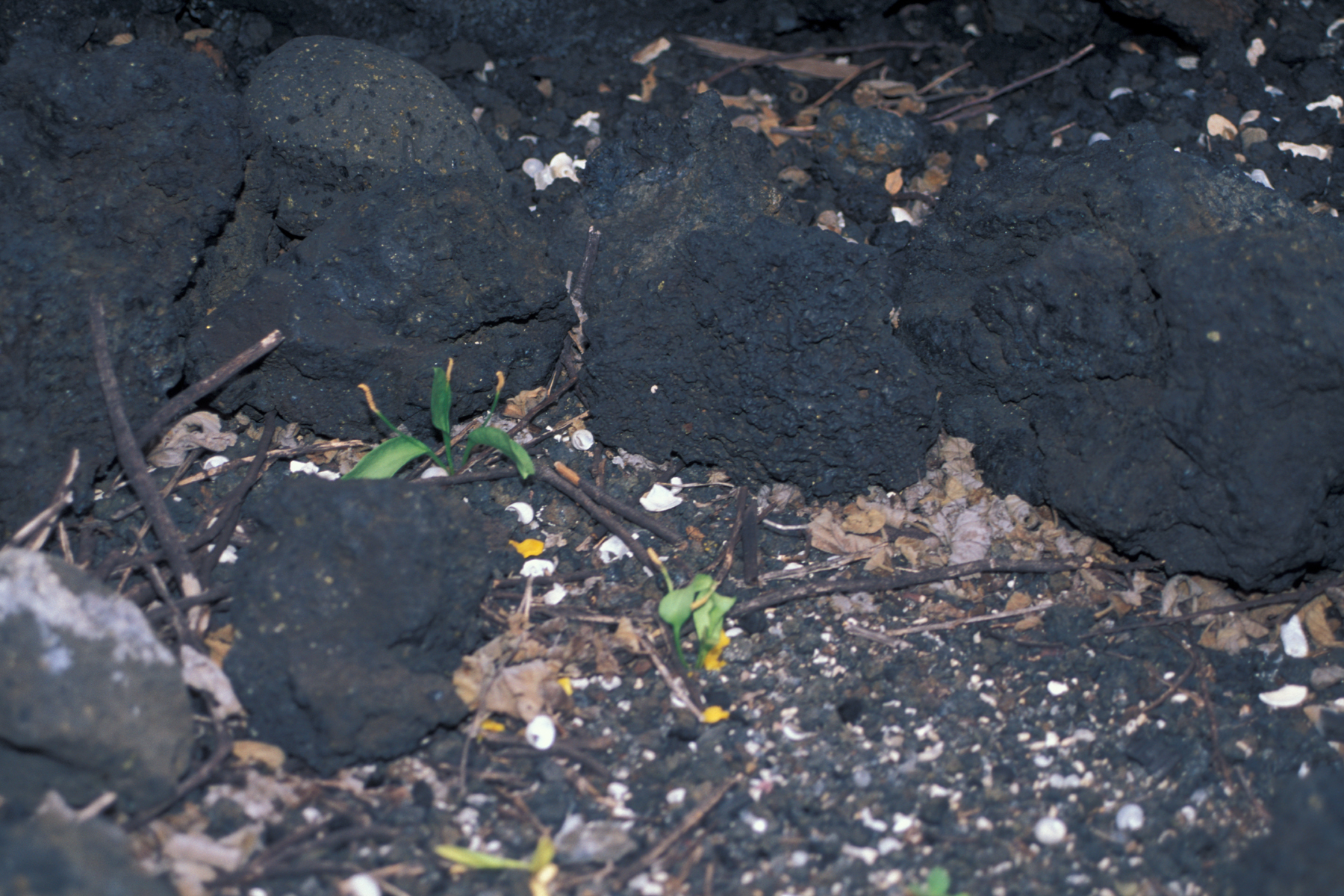